# Estação Radionaval das Flores
A Estação Radionaval das Flores (1938-1994) foi um centro de comunicações militares, operado pela Armada Portuguesa, que funcionou na ilha das Flores, nos Açores.
A Estação Radionaval das Flores resultou da transformação da Estação Radiotelegráfica das Lajes, criada na vila das Lajes das Flores em 1838 no âmbito do reforço ao apoio à navegação transatlântica. Para além da estação rádio, a estrutura incluía um radiofarol, estrutura que deu uma preciosa ajuda aos bacalhoeiros portugueses em rumo de e para os pesqueiros da Terra Nova e Gronelândia. A partir de 1963 teve associada a Estação LORAN das Flores.
A Estação Radionaval das Flores foi extinta pelo artigo 62.º do Decreto Regulamentar n.º 39/94, de 1 de Setembro.